# Bioinżynieria
Bioinżynieria (inżynieria bioprocesowa) – dział biotechnologii. Odpowiada na pytania z zakresu rozwiązywania technicznych i ekonomicznych problemów związanych z procesami biotechnologicznymi prowadzonymi w skali przemysłowej.
Główne obszary zainteresowań:
- optymalizacja procesów biochemicznych i mikrobiologicznych
- tworzenie nowych technologii
- projektowanie nowej aparatury (bioreaktory)
- projektowanie nowych urządzeń diagnostycznych i terapeutycznych

Gałęzią bioinżynierii jest biopreparacja (nauka o izolacji i oczyszczaniu produktów uzyskanych w procesach biochemicznych).